# Archidiocèse de Chicago
L'archidiocèse de Chicago est l'un des plus grands diocèses des États-Unis et compte environ 2 500 000 catholiques. Il a été créé en tant que diocèse le 28 novembre 1843 et élevé au rang d'archidiocèse en 1880. Il dessert plus de 2 millions de catholiques dans les comtés de Cook et Lake dans le nord-est de l'État de l'Illinois, couvrant une superficie de 1 411 miles carrés (3 650 km2). L'archidiocèse est divisé en six vicariats et 31 doyennés. Son siège est à la cathédrale du Saint-Nom de Chicago, dans le secteur de Near North Side à Chicago.
Depuis septembre 2014, l'archevêque de Chicago est Mgr Blase Cupich.

## Éléments d'histoire
Le territoire diocésain a d'abord été exploré par le père jésuite Jacques Marquette. D'autres jésuites furent envoyés dans la région à la suite de la signature du traité de Greenville et de la construction du fort Dearborn. En 1833, un prêtre fut assigné de façon permanente à la suite d'une intervention de l'archidiocèse de Saint-Louis. 
Le premier concile plénier de Baltimore, constatant que la population augmentait, voulut nommer un évêque, et alors Grégoire XVI nomma l'Irlandais William Quarter à titre de premier ordinaire local. Il convoqua un synode pour œuvrer à l'organisation diocésaine. Il assura le statut juridique du diocèse et érigea plusieurs paroisses.  
En 1871, un incendie majeur endommagea les propriétés diocésaines. Un autre incendie important eut lieu en 1958, lorsque 92 étudiants périrent dans les flammes.

## Situation contemporaine
Le cardinal Joseph Bernardin, archevêque de Chicago de 1982 à 1996, était sans doute l'une des figures les plus éminentes de l'Église aux États-Unis après le IIe concile œcuménique du Vatican, ralliant les progressistes avec son « éthique du vêtement sans couture » et ses initiatives œcuméniques.
Démographiquement, 51 % des diocésains sont Euro-Américains, 38 % sont Hispaniques, 3,9 % sont Afro-Américains et 4,4 % sont Asio-Américains. Le diocèse possède plusieurs écoles préparatoires, et parmi ses propriétés ecclésiastiques figurent la basilique Saint-Hyacinthe, la basilique Notre-Dame-des-Douleurs et la basilique de la Reine-de-tous-les-Saints.

## Résidence de l'archevêque
La résidence de l'archevêque, monument historique où plusieurs futurs papes ont été reçus, est située au 1555 North State Parkway. Il s'agit de la résidence officielle de l'archevêque de Chicago et est inscrite au Registre national des lieux historiques. Construite en 1885 par Patrick Feehan, premier archevêque de Chicago, il s'agit d'un bâtiment de trois étages en briques rouges et l'une des plus anciennes structures du quartier d'Astor Street, selon le Landmarks Preservation Council of Illinois (LPCI).

## Statistiques
- En 1990, il comptait 2.350.000 baptisés pour 5.779.000 habitants (40,7%), 2.173 prêtres (1.196 diocésains et 977 réguliers), 537 diacres permanents, 1.542 religieux et 4.561 religieuses dans 416 paroisses
- En 2000, il comptait 2.384.000 baptisés pour 5.676.000 habitants (42%), 1.708 prêtres (908 diocésains et 800 réguliers), 611 diacres permanents, 1.316 religieux et 3.223 religieuses dans 378 paroisses
- En 2009, il comptait 2.364.000 baptisés pour 6.062.000 habitants (39%), 1.698 prêtres (909 diocésains et 789 réguliers), 646 diacres permanents, 1.186 religieux et 2.067 religieuses dans 359 paroisses
- En 2016, il comptait 2.497.000 baptisés pour 6.390.000 habitants (39,1%), 1.537 prêtres (914 diocésains et 623 réguliers), 652 diacres permanents, 962 religieux et 1.536 religieuses dans 351 paroisses[1].

### Articles liés
- Cathédrale du Saint-Nom de Chicago
- Séminaire préparatoire archevêque Quigley
- Liste des juridictions catholiques aux États-Unis
- Église catholique aux États-Unis